# پترییوو
پترییوو (به صربی: Petrijevo) یک منطقهٔ مسکونی در صربستان است که در اسمدرفو واقع شده‌است. پترییوو ۱٬۰۹۳ نفر جمعیت دارد.